# Hordes of Chaos
Hordes Of Chaos est un album du groupe de thrash metal allemand Kreator.

## Pistes
1. Hordes Of Chaos (A Necrologue For The Elite)
2. Warcurse
3. Escalation
4. Amok Run
5. Destroy What Destroys You
6. Radical Resistance
7. Absolute Misanthropy
8. To The Afterborn
9. Corpses Of Liberty
10. Demon Prince